# Oxynoe antillarum
Oxynoe antillarum är en snäckart som beskrevs av Morch 1863. Oxynoe antillarum ingår i släktet Oxynoe och familjen Oxynoidae. Inga underarter finns listade i Catalogue of Life.